# El Puig del Mas
El Puig del Mas és un veïnat del terme comunal de Banyuls de la Marenda, a la comarca del Rosselló, de la Catalunya del Nord.
Està situat a la zona central del seu terme comunal, just a migdia del nucli principal banyulenc. És a prop al sud del barri de la Rectoria, a la dreta de la Ribera de Vallàuria, al sud-est del poble de Banyuls de la Marenda. És l'origen del poble de Banyuls de la Marenda: en aquest lloc hi havia la mota defensiva del port de Banyuls, que fins al segle xiii exercia de centre neuràlgic del poble. Fou a partir d'aquesta data que es començà a desenvolupar el poble ran de mar.